# Вторжение Турции в Иракский Курдистан (2022)
Операция «Коготь-Замок» (тур. Pençe-Kilit Operasyonu) — военная операция, которую проводят турецкие вооружённые силы на севере Ирака (в Южном Курдистане). Операция проводится в провинции Дохок против целей Рабочей партии Курдистана (РПК) в рамках продолжающегося турецко-курдского конфликта. Официальное объявление о начале операции сделал министр обороны Турции Хулуси Акар 17 апреля 2022 года.

## Предыстория ситуации
В последние годы турецкие вооружённые силы часто проводили трансграничные военные операции против РПК. Известными операциями были «Claw Eagle» и «Tiger» в 2020 году и «Claw-Lighting» и «Thunderbolt» в 2021 году. По словам министра обороны Турции Хулуси Акара, текущая атака нацелена на позиции в районах Метина, Зап и Авашин и проводится в сотрудничестве с их союзниками. Перед началом терактов президент Турции Реджеп Тайип Эрдоган встретился с премьер-министром регионального правительства Курдистана Масруром Барзани и проинформировал его об операции.
Турецкие власти заявили, что целью операции было предотвращение крупного нападения РПК. Депутат Омер Челик от Партии справедливости и развития (ПСР) заявил, что РПК планировала создать новые базы недалеко от границы с Турцией и обосновывал проведение военных операций Турции на территории соседних стран, таких как Ирак или Сирия, правом на самооборону, которая закреплена в статье 51 Устава Организации Объединённых Наций.

## Ход операции
За несколько дней до официального начала операции турецкие самолёты бомбили несколько курдских деревень в Духоке. Вторжение началось 18 апреля 2022 г. при поддержке артиллерии, беспилотников и авиации. Были нанесены авиаудары по пещерам, туннелям и складам боеприпасов, контролируемым РПК, после чего на эту территорию, передвигаясь по суше, а также на вертолётах вошёл турецкий спецназ. Министерство обороны Турции объявило, что было поражено пятьдесят целей и все их первоначальные цели были достигнуты, РПК, в свою очередь, утверждала, что отразила несколько высадок десанта, а также сбила два турецких вертолёта(что не было подтверждено). Связанная с РПК источники утверждают, что вертолёты, использовавшиеся Турцией в операции, базировались в Курдистане.
Министерство обороны Турции сообщило, что в ходе операции были убиты два турецких военнослужащих. Пресс-центр Народных сил обороны (НСО) сообщил, что в ходе операции погибли семь её бойцов. В свою очередь, к 29 апреля, ВС Турции уничтожили 57 курдских боевиков.
9 января      Дополнительные подразделения ВС США переброшены из Ирака на базы в районе сирийских населенных пунктов Румейлан, Шеддади и Талль-Бейдер.
В качестве основной причины называют возможное проведение Турцией наземной операции против курдских сил в регионе.

## Реакция

### Турция
Народно-демократическая партия (ДПН) заявила, что операция противоречит международному праву, и резко контрастирует с тем, что Турция пытается играть роль миротворца во вторжении России на Украину.
19 апреля 2022 г. старший командир РПК Дюран Калкан призвал Турцию немедленно прекратить операцию, пригрозив в противном случае «перенести войну в турецкие города». На следующий день автобус с заключенными взорвался в результате взрыва на обочине дороги в городе Бурса, в результате чего тюремный охранник погиб и несколько человек получили ранения. Хотя турецкие власти не обвиняли РПК, комментаторы сочли возможным нападение РПК.

### Ирак
Президент Ирака Бархам Салех осудил нападение и потребовал от Турции прекратить операцию, посчитав её «угрозой нашей национальной безопасности». Министр иностранных дел Ирака Фуад Хусейн заявил, что операция была нарушением суверенитета Ирака, в то время как Муктада ас-Садр, лидер крупнейшей фракции в парламенте, потребовал, чтобы, если у Турции есть проблемы с безопасностью, она обсудила их с правительством Ирака.

### Другие страны
В Лондоне, Великобритания, где Масрур Барзани встречался с британскими политиками, курды забросали его конвой яйцами за то, что он не сделал никаких заявлений относительно недавней турецкой военной операции. Митинги против операции прошли также в Марселе, Франция и в нескольких городах Германии. Во Франкфурте, ФРГ, полиция конфисковала несколько флагов Отрядов народной обороны Сирии (YPG), Отрядов женской защиты (YPJ) и флаги зелёного, жёлтого и красного цветов.